# Angelo Nannoni
Angelo Nannoni (Incisa in Val d'Arno, 1715 – Firenze, 1790) è stato un chirurgo italiano, padre di Lorenzo Nannoni.
Fu un forte innovatore nel campo della chirurgia e scrisse molte opere sull'argomento.